# Пенокартон
Пенокарто́н — листовой материал, обладающий довольно высокой жесткостью, при сравнительно небольшом весе.
Лист пенокартона состоит из слоя вспененного полистирола или полиуретана, который оклеен тонким картоном с обеих сторон.

## Разновидности
Толщина листов пенокартона составляет 3 мм, 5 мм, 10 мм.
Выпускают листами:
- 1000×1400 мм для толщин 3, 5, 10 мм;
- 1300×1000 мм для 10 мм;
- 1400×3000 мм для 5, 10 мм,15 мм;
- 700×1400 мм для 10 мм;
- 800×1000 мм для 10 мм;
- 1000×1000 мм для 3, 5 мм;
- 700×1000 мм для 3, 5 мм;
- 900×1300 мм для 3 мм;
- 2500×1400 мм для 5 мм.

Пена может быть белой или чёрной, с соответствующим по цвету картоном. Встречаются разновидности пенокартона толщиной 5 мм, с одной стороны оклеенного цветным картоном (красным, синим и т. д.). Также существует пенокартон с самоклеящейся стороной для быстрого монтажа на поверхности.

## Применение
Применяют для создания как объёмных структур (таких как архитектурный макет) так и для подачи плоскостного материала (в качестве основы).